# Rain on Lens
Rain on Lens è il nono album in studio del musicista statunitense Smog, pubblicato nel 2001.

## Tracce
1. Rain on Lens 1 – 1:27
2. Song – 4:57
3. Natural Decline – 4:18
4. Keep Some Steady Friends Around – 4:28
5. Dirty Pants – 4:31
6. Lazy Rain – 5:27
7. Short Drive – 3:27
8. Live as If Someone Is Always Watching You – 4:05
9. Rain on Lens 2 – 1:31
10. Revanchism – 4:08